# Cypros II
Cypros II, född cirka 10 e.Kr, död 50 e.Kr., var en drottning av Judea, gift med den romerska klientkungen Agrippa I. 

## Biografi
Cyprus var dotter till Phasael II och sondotter till Phasael I, och därmed brorsondotter till Herodes den store. Hon var därmed medlem av både den herodiska och hasmodeiska kungahuset. Hon var också kusin till sin blivande make Herodes Agrippa. Hon fick namnet Cyprus efter Herodes den stores moder och kallas därför ofta för Cyprus II. 
Äktenskapet mellan Agrippa och Cypros ägde rum år 23, kort efter att Agrippa återvänt till Idumea från Rom, där han hade vuxit upp. Vid den tiden var Agrippa i en ganska hopplös situation, eftersom han hade spenderat hela sin förmögenhet i Rom, och ska ha blivit deprimerad av sin brist på både pengar och position. 
Cypros uppges ha fruktat att hennes make skulle begå självmord, och övertalade år 25 framgångsrikt Herodes Antipas att komma till Agrippas hjälp och utse honom till guvernör över staden Tiberias i Galileen. Cypros övertalade Antipas genom dennas hustru Herodias, Agrippas syster.
När förhållandet mellan Antipas och Agrippa svalnade och Agrippa år 34 planerade att återvända till Rom, var det återigen Cypros som gjorde detta möjligt. Hon följde med Agrippa så långt som till Alexandria, där hon lyckades övertala Alexander de Alabarch, en rik och respekterad person inom det judiska samfundet i Alexandria, att förse Agrippa med ett stort lån, vilket gav honom möjligheten att bygga upp ett liv i Rom som passade hans position.
År 36 utsåg Herodes Agrippa till kung i Judea av kejsar Caligula, något som gjorde Cypros till drottning.  Cyprus nämns inte så ofta som drottning, men det är tydligt att hon spelade en offentlig roll enligt Herodes Agrippas helleniserade kultur: det är känt att han gjorde porträttstatyer av sina döttrar till sitt palats i Caesarea, och mynt finns bevarade där han låtit avbilda sin hustru med namn och titel, där ett mynt avbildar hennes porträttbyst. Herodes Agrippa avled år 44. Cyprus överlevde honom och uppges ha avlidit år 50. 
Agrippa och Cypros fick fem barn: Herodes Agrippa II, Drusus (han dog i barndomen), Berenice, Mariamne, och Drusilla. Agrippa och Cypros återbetalade Alexander Alabarchs "lån" genom att ge sin dotter Berenice i äktenskap med Alexanders son Marcus Julius Alexander.